# Mercado de Kalaaliaraq
El Mercado de Kalaaliaraq (en danés: Brædtet) es un mercado en Nuuk, la capital de Groenlandia situado en el barrio antiguo de Nuuk, a unos 150 m (490 pies) al sureste de la Catedral de Nuuk. Su nombre significa "El pequeño groenlandés" en el idioma groenlandés. 
El mercado se caracteriza por su pescado fresco, así como ballenas[cita requerida], renos y la carne de foca, que es vendida directamente por los comerciantes. Es un lugar importante para la interacción social para muchos habitantes, el equivalente a la plaza local en otros lugares del mundo. A pesar de que los osos polares son una rareza en Nuup Kangerlua y toda la región de la costa del sudoeste de Groenlandia, el viaje final de la captura conduce al mercado Kalaaliaraq; un motivo de celebración, y un evento social. En el municipio se está construyendo un edificio nuevo y moderno, con refrigeradores, congeladores y mucho más, para la venta de carne de ballena, el bacalao, el salmón, entre otras cosas. Este edificio está situado en el centro de la ciudad.